# I-36 (tàu ngầm Nhật)
I-36 là một tàu ngầm tuần dương lớp Type-B (巡潜乙型潜水艦 Junsen Otsu-gata sensuikan) được Hải quân Đế quốc Nhật Bản chế tạo trong giai đoạn ngay trước Chiến tranh Thế giới thứ hai. Nhập biên chế năm 1942, nó đã từng tham gia hoạt động trong các Chiến dịch Guadalcanal, quần đảo Aleut, New Guinea và quần đảo Marshall, rồi cuối cùng như một tàu chở ngư lôi tự sát Kaiten tại khu vực biển Philippine. I-36 là chiếc duy nhất trong lớp của nó sống sót qua cuộc chiến tranh, đầu hàng lực lượng Đồng Minh vào tháng 9, 1945, và cuối cùng bị đánh chìm ngoài khơi quần đảo Goto vào tháng 4, 1946 trong khuôn khổ Chiến dịch Road's End.

## Thiết kế và chế tạo

### Thiết kế
Tàu ngầm Type B được cải tiến từ phân lớp KD6 của lớp tàu ngầm Kaidai dẫn trước, và được trang bị một thủy phi cơ nhằm tăng cường khả năng trinh sát. Chúng có trọng lượng choán nước 2.631 tấn (2.589 tấn Anh) khi nổi và 3.713 tấn (3.654 tấn Anh) khi lặn, lườn tàu có chiều dài 108,7 m (356 ft 8 in), mạn tàu rộng 9,3 m (30 ft 6 in) và mớn nước sâu 5,1 m (16 ft 9 in). Con tàu có thể lặn sâu đến 100 m (328 ft), và có một thủy thủ đoàn đầy đủ bao gồm 94 sĩ quan và thủy thủ.
Type B1 trang bị hai động cơ diesel Kampon Mk.2 Model 10 công suất 6.200 mã lực phanh (4.623 kW), mỗi chiếc vận hành một trục chân vịt. Khi lặn, mỗi trục được vận hành bởi một động cơ điện công suất 1.000 mã lực (746 kW). Khi di chuyển trên mặt nước nó đạt tốc độ tối đa 23,6 hải lý trên giờ (43,7 km/h; 27,2 mph) và 8 hải lý trên giờ (15 km/h; 9,2 mph) khi lặn dưới nước, tầm xa hoạt động của Type B1 là 14.000 hải lý (26.000 km; 16.000 mi) ở tốc độ 16 hải lý trên giờ (30 km/h; 18 mph), và có thể lặn xa 96 nmi (178 km; 110 mi) ở tốc độ 3 hải lý trên giờ (5,6 km/h; 3,5 mph).
Những chiếc Type B1 có sáu ống phóng ngư lôi 53,3 cm (21,0 in), tất cả được bố trí trước mũi, và mang theo tổng cộng 17 quả ngư lôi Kiểu 95. Vũ khí trên boong tàu bao gồm khẩu hải pháo 14 cm (5,5 in), và hai pháo phòng không 25 mm Type 96. Hầm chứa máy bay được tích hợp vào tháp chỉ huy và hướng ra phía trước. Máy phóng máy bay được bố trí hướng ra phía trước, trong khi khẩu hải pháo trên boong đặt phía sau. Cách sắp xếp này giúp chiếc thủy phi cơ Yokosuka E14Y tận dụng tốc độ hướng ra trước của con tàu khi được phóng lên.

### Chế tạo
I-36 được đặt lườn như là chiếc Tàu ngầm số 149 tại Xưởng vũ khí Hải quân Yokosuka ở Yokosuka vào ngày 4 tháng 12, 1940. Nó được đổi tên thành I-47 vào ngày 22 tháng 10, 1941, rồi được hạ thủy đồng thời đổi tên thành I-36 vào ngày 1 tháng 11, 1941. Con tàu hoàn tất và nhập biên chế vào ngày 30 tháng 9, 1942, dưới quyền chỉ huy của Thiếu tá Hải quân Inaba Michimune.

## Lịch sử hoạt động

### 1942
Ngay khi nhập biên chế, I-36 được phối thuộc cùng Quân khu Hải quân Kure, và được phân về Hải đội Tàu ngầm Kure. Nó di chuyển đến vịnh Agenosho để hoạt động chạy thử máy và huấn luyện trong biển nội địa Seto, và sau khi hoàn tất, nó đi đến Kure, Hiroshima vào ngày 30 tháng 11, 1942. Đến ngày 15 tháng 12, I-36 được điều động sang Đội tàu ngầm 15 thuộc Hải đội Tàu ngầm 1, một đơn vị trực thuộc Đệ Lục hạm đội trong thành phần Hạm đội Liên hợp, cùng với các tàu ngầm chị em I-34 và I-35. Nó khởi hành từ Kure vào ngày 18 tháng 12 để đi sang khu vực Tây Nam Thái Bình Dương, đi đến căn cứ Truk thuộc quần đảo Caroline vào ngày 28 tháng 12.

### 1943

#### Chiến dịch Guadalcanal
Được giao nhiệm vụ vận chuyển hàng tiếp liệu cho lực lượng Nhật Bản đang chiến đấu tại Guadalcanal trong khuôn khổ Chiến dịch Guadalcanal, I-36 khởi hành ngay khi vừa đến Truk, đi đến khu vực neo đậu tại quần đảo Shortland vào ngày 31 tháng 12, 1942. Nó chất lên tàu 20 tấn gạo chứa trong các thùng cao su, rồi lặn thử nghiệm ngoài khơi Shortland trước khi lên đường lúc 18 giờ 00 để hướng đến Guadalcanal. Đến chiều tối ngày 3 tháng 1, 1943, nó trồi lên mặt nước ngoài khơi vịnh Kamimbo, Guadalcanal, chất dỡ số hàng hóa lên bốn xuồng đổ bộ lớp Daihatsu trước khi lên đường quay trở lại Shortland, đến nơi vào ngày 5 tháng 1.
I-36 lại khởi hành từ Shortland vào ngày 6 tháng 1 cho một chuyến đi tiếp liệu khác sang Guadalcanal, đi đến ngoài khơi vịnh Kamimbo lúc chiều tối ngày 8 tháng 1. Sau khi cho chất dỡ 12 thùng cao su chứa lương thực lên các xuồng Daihatsu, nó đón lên tàu 39 binh lính Lục quân cho hành trình quay trở về, đi đến Shortland vào sáng ngày 10 tháng 1. Nó lên đường ngay trong ngày hôm đó để đi đến căn cứ Rabaul trên đảo New Britain, đến nơi vào ngày hôm sau 11 tháng 1.

#### Chiến dịch New Guinea
Tư lệnh Hải đội Tàu ngầm 1 phân công cho I-36 nhiệm vụ vận chuyển hàng tiếp liệu đến Buna tại bở biển phía Đông Bắc New Guinea, hỗ trợ cho lực lượng Nhật Bản đang chiến đấu tại đây trong khuôn khổ Chiến dịch New Guinea. Vì vây chiếc tàu ngầm rời Rabaul vào ngày 14 tháng 1 cho chuyến đi tiếp liệu đầu tiên, đi đến ngoài khơi cửa sông Mambare tại Buna vào ngày 17 tháng 1. Sau khi cho chất dỡ hàng tiếp liệu và đón lên tàu 47 binh lính, nó trở ra khơi và về đến Rabaul vào ngày 18 tháng 1. I-36 lại rời Rabaul vào ngày 22 tháng 1 cho chuyến đi tiếp liệu thứ hai, đi đến khu vực cửa sông Mambare vào ngày 24 tháng 1, nơi nó chất dỡ 13 thùng hàng tiếp liệu và đón lên tàu 39 binh lính, rồi về đến Rabaul vào ngày 27 tháng 1. Trong chuyến đi tiếp liệu tiếp theo, nó đi đến khu vực cửa sông Mambare vào ngày 30 tháng 1, chuyển giao 23 tấn tiếp liệu và giúp triệt thoái 59 binh lính.
I-36 tiếp tục hoạt động tiếp liệu đến Buna trong tháng 2, khi nó xuất phát từ Rabaul vào ngày 3 tháng 2, đi đến cửa sông Mambare vào ngày 5 tháng 2 để chuyển giao 18 tấn tiếp liệu và tiếp đón 40 hành khách. Sau khi quay trở về Rabaul vào ngày 7 tháng 2, nó lại lên đường vào ngày 14 tháng 2 cho chuyến đi tiếp liệu đến Lae, cùng trên bờ biển phía Bắc New Guinea. I-36 đã vận chuyển giao 45 tấn tiếp liệu vào ngày 16 tháng 2 và đưa 90 binh lính lên tàu để đưa họ đến Rabaul. Trên đường quay trở về vào ngày 17 tháng 2, nó phát hiện hai xuồng tuần tra phóng lôi Đồng Minh ở vị trí 50 nmi (93 km) ngoài khơi Lae lúc 01 giờ 10 phút, nên đã lặn xuống né tránh. Đối phương đã thả mìn sâu tấn công, nhưng I-36 thoát được mà không bị hư hại và về đến Rabaul vào ngày 18 tháng 2. Chiếc tàu ngầm còn thực hiện thêm một chuyến đi tiếp vận cuối cùng đến Lae, khi xuất phát từ Rabaul vào ngày 20 tháng 2, chuyển 40 tấn tiếp liệu đến Lae vào ngày 22 tháng 2, và đưa 72 binh lính về đến Rabaul vào ngày 24 tháng 2.
Tại Rabaul, I-36 đón lên tàu những sĩ quan tham mưu của Hải đội Tàu ngầm 1 cùng hành lý và tài liệu, rồi khởi hành vào ngày 25 tháng 2. Sau chặng dừng tại căn cứ Truk từ ngày 27 tháng 2 đến ngày 2 tháng 3, nó tiếp tục hành trình để quay trở về Nhật Bản, đi đến Yokosuka vào ngày 7 tháng 3. Thủy thủ đoàn được nghỉ phép bốn tuần tại Atami trong khi chiếc tàu ngầm được bảo trì và sửa chữa.

#### Hư hại do bão
Hoàn tất công việc trong xưởng tàu, I-36 khởi hành từ Yokosuka vào ngày 6 tháng 4 để đi sang Truk, nhưng ngay sau đó đã gặp phải một cơn bão trong biển Philippine. Thời tiết xấu không cho phép nó hoàn tất việc nạp lại điện cho ắc-quy, buộc nó phải ở lại trên mặt nước và chịu đựng những đợt sóng cao đến 30 ft (9,1 m). Con tàu quay trở lại để tìm cách trú ẩn tại nơi tránh gió ở đảo Miyakejima thuộc quần đảo Izu. Đến sáng sớm ngày 7 tháng 4, một đợt sóng lớn đã ụp qua tàu làm ngập nước phòng điều khiển và phòng động cơ, hư hại thanh piston khiến một động cơ diesel không thể hoạt động. Chiếc tàu ngầm phải xả bớt dầu diesel để cải thiện độ nổi và tìm đường quay trở về cảng.
Sang ngày 8 tháng 4, I-36 định vị được mình đang ở vị trí 80 nmi (150 km) về phía Đông hải đăng Chōshi thuộc đảo Honshū. Nó sửa chữa được động cơ diesel bên mạn phải và di chuyển được với tốc độ 9,2 kn (17,0 km/h); con tàu về đến Yokosuka vào ngày 9 tháng 4, và bắt đầu được sửa chữa tại Xưởng hải quân Yokosuka.

#### Chiến dịch quần đảo Aleut
I-36 được điều sang Lực lượng phương Bắc trực thuộc Đệ Ngũ hạm đội từ ngày 13 tháng 5 để phục vụ trong Chiến dịch quần đảo Aleut. Trước khi lên đường đi sang quần đảo Aleut, nó tham gia thử nghiệm kéo thùng tiếp liệu Unkato, một thùng chứa hàng hóa ngầm dưới nước dài 135 ft (41 m) có thể chứa đến 377 tấn tiếp liệu, được thiết kế cho những chuyến đi tiếp liệu một chiều để người nhận hàng có thể thu hồi và chất dỡ hàng hóa. Thử nghiệm được tiến hành trong biển nội địa Seto, kéo dài trong các ngày 29 và 30 tháng 5, và sau đó từ ngày 3 đến ngày 5 tháng 6. Nó khởi hành từ Kure vào ngày 7 tháng 6 để đi sang Paramushiro thuộc quần đảo Kuril, đến nơi vào ngày 13 tháng 6.
Trước đó phía Đồng Minh tiến hành Chiến dịch Landcrap nhằm tái chiếm đảo Attu, tiêu diệt lực lượng Nhật Bản trú đóng trên đảo này trong trận Attu kéo dài từ ngày 11 đến ngày 30 tháng 5, và phong tỏa lực lượng còn lại trên đảo Kiska. Trước khi Attu thất thủ, vào ngày 21 tháng 5, Đại bản doanh Nhật Bản đã quyết định triệt thoái lực lượng còn lại khỏi Kiska bằng tàu ngầm, bắt đầu từ ngày 26 tháng 5. Vì vậy I-36 được giao nhiệm vụ duy trì việc tiếp tế cho lực lượng trú đóng trên đảo Kiska cho đến khi hoàn tất việc triệt thoái.
Kéo theo một thùng tiếp liệu Unkato, I-36 xuất phát từ Paramushiro vào ngày 15 tháng 6 cho chuyến đi tiếp liệu đầu tiên, dự kiến sẽ đi đến Kiska vào ngày 19 tháng 6. Tuy nhiên thùng tiếp liệu Unkato bị sóng lớn đánh trôi mất, và đang khi hướng lên phía Đông Bắc vào ngày 17 tháng 6 với tốc độ 12 kn (22 km/h), con tàu suýt bị mắc cạn tại đá Middle về phía Nam đảo Buldir tại Bắc Thái Bình Dương. Lo ngại về mức độ tổn thất và tai nạn tàu ngầm tại khu vực Aleut, Tư lệnh Hải đội Tàu ngầm 1 ra lệnh tạm dừng các chuyến tiếp liệu đến Kiska vào ngày 21 tháng 6. I-36 đang ở trong biển Bering ở vị trí 30 nmi (56 km) về phía Bắc Kiska vào ngày 24 tháng 6, khi nó được lệnh hủy bỏ chuyến đi tiếp liệu đến Kiska và quay trở lại Paramushiro. Sau khi đến nơi vào ngày 25 tháng 6, nó cùng tàu ngầm I-169 được tiếp nhiên liệu từ tàu tiếp dầu Teiyō Maru vào ngày 27 tháng 6.
I-36 lại khởi hành từ Paramushiro vào ngày 2 tháng 7 cho chuyến tuần tra tại khu vực phía Đông và phía Bắc Kiska. Phía Nhật Bản hoàn tất việc triệt thoái toàn bộ lực lượng khỏi hòn đảo này vào ngày 28 tháng 7, nên đến ngày 4 tháng 8, chiếc tàu ngầm được lệnh rút lui về Paramushiro. Nó lại xuất phát từ Paramushiro vào ngày 6 tháng 8 để quay trở về Nhật Bản, đi đến Yokosuka vào ngày 10 tháng 8, nơi nó được đại tu đồng thời được trang bị một máy dò radar.

#### Hoạt động trinh sát Hawaii
Vào ngày 16 tháng 8, Bộ tư lệnh Hạm đội Liên hợp chỉ thị cho I-36 tiến hành trinh sát trên không bên trên Trân Châu Cảng thuộc quần đảo Hawaii vào khoảng ngày 20 tháng 9. Vì vậy nó nhận lên tàu chiếc thủy phi cơ Yokosuka E14Y cùng hai thành viên đội bay rồi thực hành phóng và thu hồi thủy phi cơ trong biển nội địa Seto. Trong lúc thực tập phóng máy bay vào ngày 5 tháng 9, động cơ diesel con tàu gặp trục trặc, nên I-36 phải quay trở lại Yokosuka để sửa chữa.
Cùng với một sĩ quan tham mưu tàu ngầm của Hạm đội Liên hợp trên tàu để chỉ đạo chiến dịch trinh sát, I-36 xuất phát từ Yokosuka vào ngày 8 tháng 9 để hướng sang vùng biển quần đảo Hawaii. Con tàu đang ở vị trí 40 nmi (74 km) về phía Bắc Niihau, Hawaii vào ngày 18 tháng 9, khi máy dò radar của nó phát hiện bức xa radar lân cận, và sau đó trinh sát viên trên tàu phát hiện một máy bay tuần tra Hải quân Hoa Kỳ đang tiếp cận. Đến bình minh ngày 20 tháng 9, I-36 ở vị trí ngoài khơi cực Tây đảo Nihau, đã nhiều lần tìm cách nổi lên mặt nước để phóng máy bay, nhưng buộc phải tiếp tục lặn xuống. Lo ngại trạm radar trên đảo Kauai lân cận có thể phát hiện chiếc tàu ngầm khi nó trồi lên mặt nước, sĩ quan tham mưu Hạm đội Liên hợp cùng với hạm trưởng I-36 quyết định di chuyển đến vùng biển về phía Tây Nam đảo Hawaii, tin rằng I-36 sẽ ít có cơ may bị phát hiện, và trì hoãn chuyến bay trinh sát cho đến tuần trăng thuận lợi vào giữa tháng 10.
I-36 hiện diện tại vị trí 200 nmi (370 km) về phía Đông Nam Hawaii vào ngày 12 tháng 10, nơi hai sĩ quan chỉ huy quyết định sẽ phóng chiếc E14Y1 tại địa điểm 120 nmi (220 km) về phía Tây Nam lúc chiều tối ngày 16 tháng 10. Chiếc thủy phi cơ cất cánh như dự định, tiếp cận Oahu ở độ cao thấp để tránh radar Hoa Kỳ, nhưng bị phát hiện khi bay bên trên Trân Châu Cảng để quan sát. Nhiều đèn pha phòng không tại Oahu đã bắt gặp và chiếu sáng, buộc chiếc E14Y1 phải bay ở độ cao thấp để rút lui về khu vực hạ cánh. Đội bay của chiếc E14Y1 đã gửi một báo cáo kết quả trinh sát, phát hiện bốn tàu sân bay, bốn thiết giáp hạm, năm tàu tuần dương cùng 17 tàu khu trục trong cảng, nhưng sau đó nó mất liên lạc. Tại khu vực hẹn để hạ cánh và thu hồi máy bay, I-36 đã tìm kiếm trong suốt năm giờ mà không tìm thấy chiếc E14Y1 hay qua mọi kênh liên lạc. I-36 gửi một báo cáo kết quả trinh sát và việc mất chiếc thủy phi cơ về Bộ tư lệnh Hạm đội Liên hợp vào ngày 18 tháng 10.
I-36 đang ở vị trí 300 nmi (560 km) về phía Tây Nam Hawaii vào ngày 19 tháng 10, khi nó phát hiện một đoàn tàu vận tải bao gồm sáu tàu tiếp dầu hạm đội đang di chuyển theo hướng Tây Nam với tốc độ 10 kn (19 km/h), nên tìm cách tiếp cận để tấn công, nhưng bị các tàu hộ tống phát hiện, buộc phải lặn sâu để ẩn nấp nên mất dấu mục tiêu. I-36 gửi báo cáo mục tiêu về căn cứ vào ngày 20 tháng 10, nên Bộ tư lệnh Đệ Lục hạm đội đã ra lệnh cho các tàu ngầm I-19, I-35, I-169và I-175 đánh chặn, nhưng không thành công. Cùng trong ngày 20 tháng 10, I-36 được lệnh bắn phá sân bay trên đảo Canton, và nó thi hành mệnh lệnh này vào ngày 1 tháng 11 khi bắn 13 phát đạn pháo 14-cm. Chiếc tàu ngầm có chặng dừng tại Kwajalein từ ngày 7 đến ngày 9 tháng 11 để tiếp nhiên liệu, và về đến căn cứ Truk vào ngày 12 tháng 11.

#### Chiến dịch New Guinea
Tại Truk, I-36 được tiếp liệu và bảo trì từ tàu tiếp liệu tàu ngầm phụ trợ Heian Maru. Nó được điều về Hạm đội Khu vực Đông Nam từ ngày 18 tháng 12, rồi lên đường vào ngày 21 tháng 12 để đi sang Rabaul, nơi nó tiếp nối nhiệm vụ vận chuyển hàng tiếp liệu sang New Guinea. Nó đi đến Rabaul vào ngày 24 tháng 12, đúng vào lúc máy bay ném bom thuộc Không lực 5 Không lực Lục quân Hoa Kỳ tung ra đợt không kích xuống các sân bay trong khu vực. Chiếc tàu ngầm phải lặn xuống và ẩn nấp dưới đáy cảng cho đến khi đợt ném bom kết thúc.
I-36 lên đường vào ngày 28 tháng 12 cho một chuyến đi tiếp liệu đến Sarmi tại bờ biển phía Bắc New Guinea, đến nơi lúc chiều tối ngày 31 tháng 12, và bắt đầu chất dỡ hàng tiếp liệu sang bốn xuồng Daihatsu. Tuy nhiên một máy bay ném bom Đông Minh đã xuất hiện trong khu vực, buộc chiếc tàu ngầm phải ngưng việc chất dỡ hàng, lặn khẩn cấp và di chuyển ra khơi để ẩn nấp. Nó chỉ quay trở lại ngoài khơi Sarmi sau khi máy bay đối phương bỏ đi, hoàn tất việc chất dỡ hàng sang các xuồng Daihatsu, và quay trở về Rabaul vào ngày 2 tháng 1, 1944.

### 1944
Trong khi I-36 ở lại căn cứ Rabaul, một cuộc kiểm tra định kỳ phát hiện các bánh lái đuôi con tàu đã bị hư hại; vì vậy nó buộc phải hủy bỏ chuyến đi tiếp liệu tiếp theo và quay trở về Nhật Bản để sửa chữa. I-36 rời Rabaul vào ngày 5 tháng 1, 1944, và lúc con tàu đang trên đường đi, nó được điều về Hải đội Tàu ngầm 1 vào ngày 6 tháng 1. Sau khi ghé qua căn cứ Truk trong các ngày 9 và 10 tháng 1 trước khi tiếp tục hành trình, I-36 lại được phối thuộc trực tiếp cùng Đệ Lục hạm đội sau khi Hải đội Tàu ngầm 1 được giải thể vào ngày 15 tháng 1. Chiếc tàu ngầm đi đến Sasebo vào ngày hôm sau 16 tháng 1, và ngoài việc sửa chữa, nó còn được lắp đặt một bộ radar.

#### Hoạt động tại quần đảo Marshall
Trong tháng 1 và tháng 2, 1944, Lực lượng Đồng Minh kết thúc Chiến dịch quần đảo Gilbert và Marshall, khi tấn công lên quần đảo Marshall và chiếm đóng các đảo Kwajalein, Roi-Namur, Majuro và Eniwetok. Sau khi hoàn tất việc sửa chữa, I-36 nhận lên tàu một thủy phi cơ Yokosuka E14Y và khởi hành từ Kure vào ngày 26 tháng 3, với nhiệm vụ tuần tra phía Đông quần đảo Marshall đồng thời trinh sát nơi neo đậu của Đồng Minh tại Majuro. Được cảnh báo nhờ thông tin tình báo tín hiệu được giải mã, Bộ tư lệnh Hạm đội Thái Bình Dương Hoa Kỳ biết được về hoạt động của các tàu ngầm I-16, I-36, I-38 và I-45 tại khu vực Marshall, nên đã thành lập Đội đặc nhiệm 11.1 vào ngày 30 tháng 3 để đối phó. Đơn vị tìm-diệt tàu ngầm này, bao gồm tàu sân bay hộ tống USS Altamaha cùng các tàu hộ tống khu trục USS Cabana, USS Elden, USS Harold C. Thomas và USS Wileman, đã có thành tích đầu tiên vào ngày 4 tháng 4, khi máy bay của Altamaha đã tấn công và gây hư hại cho I-45, buộc đối phương phải rút lui về căn cứ.
Lúc khoảng 14 giờ 00 ngày 14 tháng 4, I-36 nghe thấy âm thanh chân vịt, rồi phát hiện Altamaha tại tọa độ 14°00′B 177°30′T / 14°B 177,5°T nên bắt đầu săn đuổi. Nó đi đến vị trí tấn công thuận lợi lúc 18 giờ 30 ngày 15 tháng 4, khi Altamaha xoay ra hướng gió để thu hồi máy bay. Đúng vào lúc một tàu hộ tống khu trục đổi hướng và mở hết tốc độ hướng thẳng vào nó, I-36 phóng một loạt sáu quả ngư lôi tấn công Altamaha từ khoảng cách 2.200 yd (2.000 m), rồi lặn xuống đến độ sâu 100 ft (30 m). Sau 2 phút 10 giây, I-36 nghe thấy hai tiếng nổ, nên tự nhận đã đánh chìm được Altamaha. Vào lúc đó, trinh sát viên bên trên Altamaha nhìn thấy hai đến bốn quả ngư lôi đang tiếp cận từ khoảng cách 4.000 yd (3.700 m) từ hướng Tây Nam lúc 18 giờ 44 phút, nên chiếc tàu sân bay bẻ lái gấp sang mạn phải để né tránh. Một phút sau đó, hai quả ngư lôi chạy song song với Altamaha cách con tàu 200 yd (180 m) bên mạn trái. Các tàu hộ tống của Đội đặc nhiệm 11.1 ra sức tìm kiếm, nhưng không phát hiện ra I-36.
Lúc 16 giờ 55 phút ngày 22 tháng 4, I-36 cho phóng chiếc thủy phi cơ của nó cho chuyến bay bên trên Majuro ở độ cao 3.900 ft (1.200 m) nhằm trinh sát nơi neo đậu của đối phương. Chiếc E14Y1 báo cáo phát hiện 11 tàu sân bay và ba thiết giáp hạm, tuy nhiên khi quay trở về tàu viên phi công E14Y1 đã không thể tìm thấy tàu ngầm mẹ, và I-36 cũng không tìm thấy chiếc thủy phi cơ mãi cho đến bình minh ngày 23 tháng 4. Để tránh bị đối phương phát hiện, nó đánh chìm chiếc thủy phi cơ thay vì bỏ thời gian nổi trên mặt nước để thu hồi, rồi rời khỏi khu vực. Nó gửi báo cáo kết quả trinh sát về căn cứ vào ngày 23 tháng 4. I-36 trên đường quay trở về đang di chuyển trên mặt nước, khi nó bị một máy bay tuần tra Đồng Minh tấn công lúc 21 giờ 25 phút ngày 30 tháng 4, buộc chiếc tàu ngầm phải lặn khẩn cấp xuống độ sâu 260 ft (79 m) để ẩn nấp. Thêm nhiều máy bay khác đi đến thả mìn sâu tấn công, khiến chiếc tàu ngầm chịu nhiều vết rò rỉ. Nó thoát được những chiếc máy bay và sửa chữa những hư hỏng sau đó, và về đến Kure vào ngày 9 tháng 5.

#### Chiến dịch Tatsumaki
Sang tháng 5, I-36 cùng với các tàu ngầm I-38, I-41, I-44 và tàu tiếp liệu tàu ngầm phụ trợ Tsukushi Maru bắt đầu tiến hành huấn luyện trong biển nội địa Seto ngoài khơi Nasakejima nhằm chuẩn bị cho Chiến dịch Tatsumaki. Kế hoạch dự định các tàu ngầm sẽ di chuyển từ Kure đến Majuro vận chuyển theo xe tăng lội nước Type 4 Ka-Tsu cải tiến, mỗi chiếc mang theo hai ngư lôi 450 mm (18 in). Tại Majuro những chiếc Ka-Tsu sẽ được cho đổ bộ vào vũng biển và tấn công tàu bè Đồng Minh bằng ngư lôi. Bản thân I-36 đã thực hành lặn trong biển nội địa Seto cùng hai chiếc Ka-Tsu trên tàu vào ngày 23 tháng 5, nhưng Chiến dịch Tatsumaki bị hoãn lại để khắc phục những khiếm khuyết của chiếc xe tăng lội nước, và cuối cùng bị hủy bỏ hoàn toàn.
Đến ngày 19 tháng 6, I-36 xuất phát từ Kure cho một chuyến đi tiếp liệu đến Truk, mang theo nhiên liệu diesel, ngư lôi và đạn dược. Sau khi ở lại Truk để chất dỡ hàng hóa từ ngày 30 tháng 6 đến ngày 5 tháng 7, nó đón lên tàu 86 hành khách cho chuyến quay trở về Nhật Bản, và về đến Kure vào ngày 16 tháng 7.

#### Cải biến thành tàu ngầm chởKaiten
Vào ngày 1 tháng 9, I-36 được chọn để cải biến thành tàu ngầm chở ngư lôi tự sát Kaiten (回天-Hán-Việt: Hồi Thiên). Nó đã tham gia thực hành phóng Kaiten ngoài khơi căn cứ Kaiten Otsujima trong vịnh Tokuyama, Yamaguchi vào ngày 28 tháng 9. Sang tháng 10, khẩu Hải pháo 14 cm/40 Kiểu năm thứ 11 trên boong phía sau được tháo dỡ, lấy chỗ lắp đặt các bộ gá để có thể chở được bốn ngư lôi Kaiten, trong đó hai vị trí được trang bị cửa ống để hoa tiêu có thể chuyển sang chiếc ngư lôi trong khi tàu ngầm đang lặn. Đến ngày 7 tháng 11, Phó đô đốc Miwa Shigeyoshi, tư lệnh Đệ Lục hạm đội, công bố kế hoạch tấn công bằng Kaiten vào nơi neo đậu của Đệ Tam hạm đội Hoa Kỳ tại Ulithi.

#### Nhiệm vụKaitenthứ nhất
I-36 hợp cùng các tàu ngầm I-37 và I-47 để hình thành nên Đội Kaiten Kikusui, và I-36 đảm nhận vai trò soái hạm; mỗi chiếc mang theo bốn ngư lôi Kaiten và tám ngư lôi thông thường. Với Đại tá Hải quân Ageta Kiyoi tư lệnh Đội tàu ngầm 15 trên tàu, I-36 khởi hành từ căn cứ Kaiten Otsujima vào ngày 8 tháng 11; nó cùng I-47 đảm nhận tấn công Ulithi, trong khi I-37 sẽ tấn công nơi neo đậu của tàu bè Đồng Minh tại Palau. Vào ngày 16 tháng 11, một thủy phi cơ Nakajima C6N1 đã trinh sát trên không bên trên Ulithi, báo cáo cho Đội Kikusui sự hiện diện của bốn tàu sân bay, ba thiết giáp hạm cùng nhiều tàu tuần dương, tàu khu trục và tàu vận tải tại nơi neo đậu Ulithi. I-36 cùng I-47 đi đến ngoài khơi lối ra vào phía Đông của vũng biển Ulithi vào ngày 19 tháng 11.
I-36 trồi lên mặt nước ở vị trí về phía Bắc đảo nhỏ Loosiyep lúc 00 giờ 30 phút ngày 20 tháng 11, để các hoa tiêu Kaiten không được trang bị cửa ống có thể đi vào ngư lôi của mình, rồi nó lặn xuống. Đến 03 giờ 00, hai hoa tiêu Kaiten còn lại cũng đi qua cửa ống để đi vào ngư lôi. Họ nhanh chóng nhận ra những Kaiten có trang bị cửa ống bị dính vào các bộ gá nên không thể tách ra được, và một chiếc khác bị ngập nước nặng trong khoang lái. Vì vậy I-36 phóng chiếc Kaiten duy nhất còn lại lúc 04 giờ 15 phút ở vị trí cách 9,5 nmi (17,6 km) về phía Đông Nam đảo nhỏ Masi; tuy nhiên tàu khu trục USS Case có thể đã húc và đánh chìm chiếc Kaiten lúc 05 giờ 38 phút ở vị trí 2 nmi (3,7 km) về phía Nam eo biển Mugai. Trong khi đó I-36 trồi lên mặt nước ở vị trí 15 nmi (28 km) về phía Đông đảo nhỏ Falalop để hoa tiêu chiếc Kaiten bị ngập nước có thể quay trở lại tàu. Ngay sau đó, I-36 bị hai máy bay ném bom-ngư lôi TBF Avenger tấn công, nhưng nó đã kịp lặn khẩn cấp để ẩn nấp và tránh bị hư hại. Đang khi mở hết tốc độ để rời khỏi khu vực, nó nghe thấy hai tiếng nổ lớn lúc 05 giờ 45 phút và 06 giờ 05 phút. I-36 trồi lên mặt nước lúc 23 giờ 40 phút để nạp điện lại ắc-quy, rồi tiếp tục hướng sang khu vực Philippines, nơi nó được lệnh đánh phá tàu bè đối phương ngoài khơi đảo Leyte.
I-36 gửi báo cáo kết quả đợt tấn công bằng Kaiten vào ngày 23 tháng 11. Cùng ngày hôm đó một thủy phi cơ Nakajima C6N1 xuất phát từ Truk để trinh sát bên trên Ulithi, nó báo cáo phát hiện một vệt dầu loang lớn trong cảng, nhưng số lượng tàu đối phương neo đậu không thay đổi. I-36 cùng I-47 được lệnh hủy bỏ chuyến tuần tra ngoài khơi Leyte vào ngày 24 tháng 11 để quay trở về Nhật Bản. Hó ghé đến căn cứ Kaiten Otsujima để tháo dỡ các Kaiten còn lại cùng các hoa tiêu trước khi đi đến Kure vào ngày 30 tháng 11. Bộ tư lệnh Đệ Lục hạm đội tin rằng các Kaiten đã đánh chìm được ba tàu sân bay cùng hai thiết giáp hạm tại Ulithi, nhưng thực ra họ chỉ đánh chìm được tàu tiếp dầu hạm đội USS Mississinewa (AO-59) bởi một Kaiten xuất phát từ I-47.

### 1945

#### Nhiệm vụKaitenthứ hai
Tại Kure, I-36 chuẩn bị cho nhiệm vụ Kaiten tiếp theo từ ngày 22 tháng 12, 1944, rồi ghé đến căn cứ Kaiten Otsujima 27 tháng 12 để tiếp nhận bốn Kaiten cùng các hoa tiêu. Đến ngày 29 tháng 12, nó được phân về Đội Kaiten Kongo cùng với các tàu ngầm I-47, I-48, I-53, I-56 và I-58 cho một đợt tấn công dự định vào sáng sớm ngày 11 tháng 1, nhắm vào năm vị trí neo đậu riêng biệt tách rời nhau của Đồng Minh. Kế hoạch tấn công sau đó bị trì hoãn 24 giờ sang ngày 12 tháng 1.
I-36 cùng với I-53 và I-58 xuất phát từ Kure vào ngày 30 tháng 12, 1944, để hướng tới mục tiêu dự định là Ulithi. Đang khi tiếp cận Ulithi vào ngày 11 tháng 1, 1945, nó bị mắc cạn tại một rạn san hô ngầm, nhưng xoay sở thoát ra được nhờ đẩy nước ra kh6i các thùng dằn chính. Đến ngày 12 tháng 1, nó lần lượt phóng bốn chiếc Kaiten từ 03 giờ 42 phút đến 03 giờ 57 phút. Một thủy phi cơ tuần tra PBM Mariner thuộc Liên đội Tuần tra Ném bom VPB-21 Hải quân Hoa Kỳ đã thả bốn quả mìn sâu tấn công, đánh chìm một chiếc Kaiten trog vũng biển. I-36 quay trở về Kure vào ngày 21 tháng 1, được ghi công đã đánh chìm được bốn tàu Đồng Minh, nhưng thực ra họ chỉ gây hư hại cho tàu chở đạn dược USS Mazama và đánh chìm tàu đổ bộ bộ binh USS LCI-600.

#### Nhiệm vụKaitenthứ ba
Vào ngày 28 tháng 2, I-36 cùng với I-58 hình thành nên Đội Kaiten Shimbu để tấn công tàu bè Đồng Minh ngoài khơi Iwo Jima, nơi trận Iwo Jima diễn ra từ ngày 19 tháng 2. I-36 rời căn cứ Kaiten tại Hikari, Yamaguchi vào ngày 2 tháng 3, mang theo bốn Kaiten cùng các hoa tiêu. Tuy nhiên đến ngày 6 tháng 3, Hạm đội Liên hợp ra lệnh cho Đệ Lục hạm đội hủy bỏ các hoạt động ngoài khơi Iwo Jima, nên chiếc tàu ngầm quay trở lại Kure vào ngày 10 tháng 3. Đến giữa tháng 3, I-36 tiếp tục được cải biến, khi máy phóng và hầm chứa máy bay được tháo dỡ, lấy chỗ để chở thêm hai Kaiten, nâng tổng số ngư lôi tự sát mang theo lên sáu chiếc. Mọi vị trí mang Kaiten đều có cửa ống, cho phép hoa tiêu đi vào Kaiten trong khi chiếc tàu ngầm đang lặn. I-36 đồng thời được trang bị radar phòng không.

#### Nhiệm vụKaitenthứ tư
Lực lượng Hoa Kỳ bắt đầu đổ bộ lên Okinawa vào ngày 1 tháng 4, khởi sự chiến dịch chiếm đóng hòn đảo này. Đến ngày 22 tháng 4, I-36 mang theo sáu Kaiten xuất phát từ căn cứ Kaiten Hikari để tuần tra trong vùng biển Philippine giữa quần đảo Mariana và Okinawa trong thành phần Đội Kaiten Tembu. Vào sáng sớm ngày 27 tháng 4, nó phát hiện một đoàn tàu vận tải Đồng Minh với khoảng 26 tàu đổ bộ đang trong hành trình từ Saipan đến Okinawa. Hai chiếc Kaiten của nó gặp trục trặc kỹ thuật, nhưng I-36 đã phóng toàn bộ bốn chiếc còn lại tấn công. Lúc 08 giờ 23 phút, tàu vận chuyển cao tốc USS Ringness phát hiện một quả ngư lôi, và hai phút sau đó trinh sát viên của Ringness nhìn thấy một kính tiềm vọng ở phía sau tàu. Ringness thả bốn quả mìn sâu vào vị trí phát hiện kính tiềm vọng, và đến 08 giờ 45 nghe thấy một vụ nổ lớn dưới nước tại tọa độ 24°07′B 132°39′Đ / 24,117°B 132,65°Đ, và sau đó nhiều mảnh vỡ trồi lên mặt nước. Tàu hộ tống khu trục USS Fieberling, cùng trong thành phần hộ tống của đoàn tàu vận tải, cũng phát hiện được một quả ngư lôi.
I-36 tự nhận các Kaiten của nó đã đánh chìm được bốn tàu vận tải, nhưng thực sự nó không gây tổn thất nào cho đoàn tàu vận tải. Nó quay trở về căn cứ Kaiten Hikari vào ngày 30 tháng 4 để tháo dỡ các Kaiten còn lại cùng các hoa tiêu. Chiếc tàu ngầm đang huấn luyện ngoài khơi căn cứ Kaiten Otsujima trong biển nội địa Seto vào ngày 17 tháng 5, khi một Kaiten của nó mang đầu đạn giả trong khi thực hành đã mắc tai nạn va chạm với mục tiêu và bị đắm, khiến viên hoa tiêu thiệt mạng.

#### Nhiệm vụKaitenthứ năm
I-36 lên đường vào ngày 4 tháng 6 để tuần tra tại khu vực biển Philippine trong thành phần Đội Kaiten Todoroki. Nó đang đi trên mặt nước trong biển Hoa Đông về phía Tây quần đảo Ōsumi tại tọa độ 32°44′B 129°15′Đ / 32,733°B 129,25°Đ vào ngày 10 tháng 6, khi bị tàu ngầm Hoa Kỳ USS Tirante phát hiện. Tirante nhầm nó là một tàu ngầm tầm trung kiểu Ro, và tấn công với hai quả ngư lôi, nhưng tất cả đều bị trượt. Vào ngày 22 tháng 6, I-36 phát hiện tàu sửa chữa USS Endymion đang di chuyển độc lập không được hộ tống, tưởng nhầm là một tàu chở dầu, nên đã tấn công. I-36 tìm cách phóng hai Kaiten, nhưng cả hai đều gặp trục trặc, nên nó phóng bốn quả ngư lôi thông thương, nhưng tất cả đều bị kích nổ sớm. Các vụ nổ dù sao cũng gây hư hại nhẹ cho Endymion, và I-36 cho rằng mục tiêu đã trúng ngư lôi và ngập nước, nhưng Endymion đã tăng tốc độ và chạy thoát.
Vào ngày 28 tháng 6, I-36 đang ở vị trí 400 nmi (740 km) về phía Đông Bắc Truk, tại tọa độ 13°10′B 154°57′Đ / 13,167°B 154,95°Đ khi nó phát hiện tàu chở hàng hải quân USS Antares (AKS-3) đang di chuyển độc lập từ Saipan đến Trân Châu Cảng, nên đã phóng một Kaiten tấn công. Antares phát hiện kính tiềm vọng của chiếc Kaiten ở khoảng cách 100 yd (91 m) phía đuôi bên mạn phải lúc 13 giờ 29 phút, nên bẻ hết lái qua mạn trái để né tránh, khiến chiếc Kaiten trượt mục tiêu ở phía đuôi. Sau đó trinh sát viên trên Antares lại phát hiện chiếc Kaiten bên mạn trái, và tiếp tục cơ động qua mạn phải. Đến 13 giờ 31 phút, Antares khai hỏa nhắm vào kính tiềm vọng chiếc Kaiten, và một phát đạn pháo 3-inch đã trúng đích quả ngư lôi tự sát. Đến 13 giờ 44 phút, Antares phát hiện kính tiềm vọng của chính I-36, và khi chiếc tàu ngầm trồi lên mặt nước, Antares tấn công mục tiêu bằng khẩu pháo 5-inch phía đuôi tàu.
Antares báo động bị tàu ngầm tấn công cho tàu khu trục USS Sproston, vốn đang di chuyển độc lập trên đường quay trở về Hoa Kỳ để đại tu, và sau khi Sproston đến nơi, nó dò được tín hiệu sonar của I-36 ở khoảng cách 1.000 yd (910 m). Khi tiếp cận đến khoảng cách 500 yd (460 m), Sproston phát hiện một kính tiềm vọng đang di chuyển từ mạn phải qua mạn trái, nên tìm cách húc đối phương nhưng không thành công; nó thả một lượt mìn sâu để tấn công, và sau đó quan sát thấy vệt dầu loang trên mặt nước. Các vụ bởi nổ mìn sâu khiến I-36 bị rò rỉ nước trong phòng ngư lôi phía trước, nhưng nó tiếp tục phóng thêm hai Kaiten ở độ sâu 200 ft (61 m). Khi Sproston phát hiện ngư lôi tiếp cận phía mũi bên mạn trái, nó bẻ hết lái sang mạn trái để né tránh, khiến chiếc Kaiten trượt mục tiêu. Chiếc tàu ngầm lại nhìn thấy kính tiềm vọng của Kaiten phía đuôi bên mạn trái, nên bắn pháo 5-inch trúng mục tiêu, gây ra một vụ nổ lớn.
Đến sáng 29 tháng 6, có thêm ba tàu hộ tống khu trục đi đến hiện trường tham gia vào cuộc truy lùng tàu ngầm đối phương, nhưng không có kết quả, và lần lượt bỏ đi. I-36 thoát được nhưng bị hư hại bánh lái, và lên đường quay trở về Nhật Bản. Đến ngày 9 tháng 7, chiếc tàu ngầm đang ở tại eo biển Bungo cách 11 nmi (20 km) về phía Nam đảo Okinoshima thuộc Sukumo, Kōchi, khi nó bị tàu ngầm Hoa Kỳ USS Gunnel phát hiện tại tọa độ 32°40′B 132°34′Đ / 32,667°B 132,567°Đ, nhận định nhầm nó là một chiếc  Lớp Ro-60, tuy nhiên cả bốn quả ngư lôi Gunnel phóng ra tấn công đều bị trượt phía đuôi chiếc tàu ngầm Nhật. I-36 quay trở về căn cứ Kaiten Hikari an toàn cùng ngày hôm đó, nơi nó tháo dỡ các Kaiten còn lại cùng các hoa tiêu, rồi tiếp tục đi đến Kure để sửa chữa.

#### Giai đoạn cuối chiến tranh
Rời ụ tàu vào ngày 6 tháng 8, I-36 chuyển đến neo đậu tại căn cứ hải quân Kure, nơi vào sáng ngày hôm đó thủy thủ đoàn chứng kiến vụ ném bom nguyên tử xuống Hiroshima. Con tàu đang ở tại eo biển Hayase Seto trong vịnh Hiroshima vào ngày 11 tháng 8, chuẩn bị khởi hành đi sang căn cứ Hirao để tham gia nhiệm vụ kaiten Shinshu-tai, khi nó bị hai máy bay tiêm kích P-51 Mustang Không lực Lục quân Hoa Kỳ đặt căn cứ tại Iwo Jima bắn phá lúc 10 giờ 40 phút. Cuộc tấn công đã làm bị thương hạm trưởng cùng sĩ quan hoa tiêu của I-36 và làm hư hại thùng nhiên liệu diesel cũng như dàn radar. Việc sửa chữa nó dự kiến sẽ mất tám ngày.
Vào ngày 15 tháng 8, I-36 và I-47 vẫn còn đang neo đậu tại Kure khi Thiên hoàng Hirohito tuyên bố đầu hàng để chấm dứt mọi xung đột giữa Nhật Bản và khối Đồng Minh. I-36 là chiếc tàu ngầm Type B1 duy nhất sống sót qua Thế Chiến II.

### Bị loại bỏ
I-36 đầu hàng lực lượng Đồng Minh trong tháng 9. Nó được thị sát tại Kure vào ngày 5 tháng 10 trong tình trạng thủy thủ đoàn chỉ còn lại 55 người, chứa 100 tấn nhên liệu và 20 tấn nước sạch; mọi vũ khí và thiết bị hữu ích đã bị tháo dỡ. Con tàu sau đó được chuyển từ Kure đến Sasebo, nơi mọi thiết bị còn lại và vật tư hữu dụng bị tháo dỡ nốt. Tên nó được rút khỏi đăng bạ hải quân vào ngày 30 tháng 11, 1945.
Chiếc tàu ngầm sau đó được tàu tiếp liệu tàu ngầm USS Nereus Hoa Kỳ kéo đến khu vực ngoài khơi quần đảo Gotō. Tại đây vào ngày 1 tháng 4, 1946, nó nằm trong số 24 tàu ngầm Nhật Bản bị đánh chìm trong khuôn khổ Chiến dịch Road's End. Nó được ghép cặp bên mạn tàu ngầm Ha-106, rồi cả hai cùng bị đánh đắm bằng thuộc nổ lúc 15 giờ 58 phút tại tọa độ 32°37′B 129°17′Đ / 32,617°B 129,283°Đ.